# Kościół w Nylars
Kościół w Nylars – kościół obronny we wsi Nylars na wyspie Bornholm. Jedna z czterech rotund na wyspie. Został wzniesiony w połowie XII w. i był pierwotnie poświęcony św. Wawrzyńcowi.
Świątynia składa się z apsydy, prezbiterium i trójkondygnacyjnej okrągłej nawy o średnicy 11 m wspartej na centralnej kolumnie. Kruchta pochodzi z 1879.
Górna część centralnej kolumny jest zdobiona freskami z XIII w. przedstawiającymi sceny z Księgi Rodzaju. Pierwotnie znajdowało się tu 7 scen. Obecnie jest o jedną mniej.
Chrzcielnica została wykonana w 1150 na Gotlandii.
Na terenie przykościelnym znajduje się wolnostojąca dzwonnica.